# Wolfgang Schneider (Pharmaziehistoriker)
Wolfgang Schneider (* 31. Juli 1912 in Berlin; † 30. Dezember 2007) war ein deutscher Historiker der Pharmazie.

## Leben
Schneider absolvierte ein Praktikum als Apotheker (Fichtenberg-Apotheke in Berlin) und studierte Pharmazie in Berlin mit dem pharmazeutischen Staatsexamen 1935, dem Chemiker-Verbandsexamen 1936 und der Promotion bei Carl Mannich 1938. Ab 1948 war er Assistent am Institut für Pharmazeutische Chemie der TH Braunschweig, an der er sich 1954 habilitierte. 1958 gründete er das Seminar für Pharmaziegeschichte in Braunschweig und wurde dort 1960 außerordentlicher Professor. 1977 wurde er emeritiert, blieb aber weiter am Seminar aktiv. Seine Nachfolgerin war Erika Hickel.
Er befasste sich insbesondere mit der Geschichte der Arzneimittel, wobei er auch experimentell die Rezepturen alter Arzneimittel erforschte. Außerdem befasste er sich mit Paracelsus und seiner Schule. Bekannt ist er für sein Lexikon der Arzneimittelgeschichte und seine Geschichte der Pharmazeutischen Chemie (1972).
1976 wurde er Mitglied der Leopoldina. Schneider war von 1970 bis 1981 Präsident der Internationalen Gesellschaft für die Geschichte der Pharmazie.
Seine Privatbibliothek wurde von der Universitätsbibliothek Braunschweig erworben.
Er war Herausgeber der Braunschweiger Veröffentlichungen zur Geschichte der Pharmazie und der Naturwissenschaften.

## Veröffentlichungen (Auswahl)
- Probleme und neuere Ansichten in der Alchemiegeschichte. In: Chemiker-Zeitung. Band 85, 1961, S. 643–651.
- mit Erika Hickel: Quellen zur Geschichte der pharmazeutischen Chemie im 16. Jahrhundert. 2. Mitteilung: Destillierbücher (Brunschwig, Ulstad). In: Pharmazeutische Zeitung. Band 109, 1964, S. 51–57.
- Lexikon zur Arzneimittelgeschichte: Sachwörterbuch zur Geschichte der pharmazeutischen Botanik, Chemie, Mineralogie, Pharmakologie, Zoologie. 7 Bände (Band 5 in drei Teilen). Govi Verlag, Frankfurt am Main 1968–1975. Band 1: Tierische Drogen (Digitalisat), Band 2: Pharmakologische Arzneimittelgruppen (Digitalisat), Band 3: Pharmazeutische Chemikalien und Mineralien (Digitalisat), Band 4: Geheimmittel und Spezialitäten (Digitalisat), Band 5: Pflanzliche Drogen.  Teil 1: A–C (Digitalisat), Teil 2: D–O (Digitalisat) Teil 3: P–Z (Digitalisat),  Band 6: Ergänzungen zu Band III (Digitalisat), Band 7: Gesamtregister (Digitalisat).
- Geschichte der pharmazeutischen Chemie. Verlag Chemie, Weinheim 1972.
- Werdegang und Zukunft der Pharmazie: meine kleine Pharmaziegeschichte. Deutscher Apothekerverlag, 1995.
- als Herausgeber: Geschichte der Pharmazie (= Wörterbuch der Pharmazie. Band 4). Wissenschaftliche Verlagsgesellschaft, Stuttgart 1985.
- Lexikon alchemistisch-pharmazeutischer Symbole. Verlag Chemie, Weinheim 1962 (mit Teilfaksimile: Medicinisch-Chymisch- und Alchemistisches Oraculum. Gaumische Handlung, Ulm/Memmingen 1755).
- Paracelsus – neues von seiner Tartarus Vorlesung 1527/28 (= Braunschweiger Veröffentlichungen zur Geschichte der Pharmazie und Naturwissenschaften. Band 29). Deutscher Apotheker Verlag, 1985.
- Mein Umgang mit Paracelsus und Paracelsisten. Beiträge zur Paracelsus-Forschung, besonders auf arzneimittelgeschichtlichem Gebiet. Govi-Verlag, Frankfurt am Main 1982.
- Paracelsus – Autor der Archidoxis magica? Braunschweig 1982 (= Veröffentlichungen aus dem Pharmaziehistorischen Seminar der Technischen Universität Braunschweig. Band 23).
- mit Dietrich Arends, Erika Hickel: Das Warenlager einer mittelalterlichen Apotheke: (Ratsapotheke Lüneburg 1475). In: Veröffentlichungen aus dem Pharmaziegeschichtlichen Seminar der TH Braunschweig, 1957/4, Braunschweig 1960 (Digitalisat).
- Geschichte der Deutschen Pharmazeutischen Gesellschaft: 1890–1965. Verlag Chemie, Weinheim 1965.
- Aus der Geschichte der deutschen pharmazeutischen Industrie im 19. Jahrhundert. In: Tagungsheft des 23. Int. Kongresses der Pharmazeutischen Wissenschaft. Münster 1963.
- als Herausgeber: Die Technische Hochschule Braunschweig. Länderdienst-Verlag, Berlin 1963.
- Über die Technik des pharmaziehistorischen Arbeitens. In: Süddeutsche Apotheker-Zeitung, 2, 1948.
- Pharmaziegeschichtliche Einzeluntersuchungen. In: Pharmazeutische Zeitung, 86, 1950, Nr. 47.
- Die Staatsapotheke in Braunschweig. In: Pharmazeutische Zeitung, 85, 1949, Nr. 17.
- Das chemische Wissen Leonardo da Vincis und seine Bedeutung für die Geschichte der Chemie. In: Die Pharmazie, 4, 1949.